# تونغ فاي
تونغ فاي (بالصينية: 童非) هو لاعب جمباز فني صيني، ولد في 25 مارس 1961 في جيآن في الصين.

## وصلات خارجية
- تونغ فاي على موقع أوليمبيديا (الإنجليزية)